# Aristonic de Tarant
Aristonic de Tarant (en grec antic: Ἀριστόνικος; en llatí: Aristonicus) fou un escriptor grec nascut a Tarant autor d'una obra sobre mitologia grega a què diversos autors fan referència de manera freqüent, com ara Foci, Juli Cèsar i Higí.
Podria ser el mateix Aristonic esmentat per Ateneu, però de la seva biografia no se'n sap res.